# アメリカンページワン
アメリカンページワンはトランプで遊ぶカードゲームである。UNOの原型のゲームであるクレイジーエイトのバリエーションのひとつ。しばしば「ページワン」「ラストワン」という名称でプレイされ、略して「アメペ」とも呼ばれる。

## 基本ルール
1. 2～8人程度のプレイヤーとジョーカーを含まない1組52枚もしくは2組104枚のトランプを用意する。
2. プレイヤー全員に、同数枚のカードを配る（人数に応じて4～7枚）。残りのカードは山札として場に伏せる。
3. ジャンケン等で最初に出すプレイヤーや出す順番を決めておく。
4. ゲームの流れはUNOと基本的に同じである。
  1. 最初に山札を1枚めくり、これを台札とする。これが特殊カードだった場合、一般カードが出るまでめくる。
  2. プレイヤーは台札と同じスートまたは同じ数字のカードを手札から1枚選び、表にして場に出す。このカードが次のプレイヤーへの台札となる。
  3. 手札に出せるカードがない場合、山札から1枚引き手札に加える。これが出せるカードだった場合、場に出すことができる。
  4. 次のプレーヤーも同じように繰り返し、手札がなるべく早くなくなるよう競う。
  5. 山札がなくなった場合、場にあるカードをシャッフルし伏せて山札の補充分とする。
  6. 残り2枚目のカードを出すときは「ページワン」、最後のカードを出すときは「ストップ」と宣言しなければならない。忘れた場合、ペナルティとして山札から5枚（3枚または2枚の場合もあり）取らなければいけない。ただし、次のカードが出されるか、山札のカードが取られるまでに他のプレーヤーに指摘されなかった場合はペナルティは発生しない。しかし、場にカードを出すこと(手を放してから)と同時に一枚になり次のプレーヤーがカードを出そうとする様子が始まる前には宣言を忘れたと判断することはできない。
  7. 最後のカードに特殊カードを出してもよい。
  8. 誰かの手札がなくなれば、この回のゲームは終了である。勝利したプレイヤーには、残ったプレイヤーの手札から計算された点数が与えられる。残ったプレイヤーは各々の手札の点数だけマイナスされる。

## 特殊カード
「UNO」にも「Wild」「Skip」といったカードがあるように、アメリカンページワンでも「UNO」における「Wild」「Skip」の効果を持つカードが設定されている。
- Eight/エイト（UNOにおけるWild）
  - 8のカード。エイトというゲームに由来する。
  - どのスートにも出せるオールマイティなカードで、出したプレイヤーは次のプレイヤーへの台札とするスートを指定できる。
- Jump/ジャンプ（UNOにおけるSkip）
  - Jのカード。Aや7の場合もある。
  - 次のプレイヤーの順番が飛ばされる。
- Quick Turn/クイックターン（UNOにおけるReverse）
  - Qのカード。9やJの場合もある。
  - 順番が逆回りになる。
- Two/ツー（UNOにおけるDraw Two）
  - 2のカード
  - 次のプレイヤーは山札から2枚取らなければならない。次のプレイヤーはさらに「ツー」を出せばこれを回避できる。この場合、2つ次のプレイヤーに与えられるペナルティは、合計された分となる。
- Three/スリー
  - 3のカード
  - 次のプレイヤーは山札から3枚取らなければならない。次のプレイヤーはさらに「スリー」を出せばこれを回避できる。この場合、2つ次のプレイヤーに与えられるペナルティは、合計された分となる。

## バリエーション
日本でアメリカンページワンがプレイされる場合、特殊カードのそれぞれにトランプのどの数を当てはめるかは、地域差または集団による差が著しい（クイックターンにJ/ジャンプにK/スリーは使わない等）。
以下のような特殊ルールを設けている場合もあり、これらを特にローカルルールと意識せずにプレイされている場合が多い。
- 特に「ストップ」を行わず、全てのプレイヤーの手札が無くなるまでゲームが続くルール
- 山札から1枚引いた場合、それが出せる札でも次の番まで出せないルール
- 逆に、出せる札が出るまでその場で山札から何枚でも引かされるルール
- エイトを出す際にオールマイティではなく、一般カード同様そのエイト札と同じスートか同じ数 (8) に続いてしか出せないルール
- ツーかスリーのどちらかしか設けないルール
- ツーとスリーをリンクさせるルール。例えば、スペードの2を出されたら、スペードの3で回避できる。
- 一つの特殊効果を複数の数字に適用させるルール（AとJの2種類をジャンプにするなど）
- ジョーカーをUNOにおけるWild Draw Fourとして使って良いルール（どのスートにも出せるオールマイティなカードで、次のプレイヤーは山札から4枚取らなげればならない。出したプレイヤーはその次のプレイヤーへの台札とするスートを指定できる。次のプレイヤーはさらに「ジョーカー」を出せばこれを回避できる。この場合、次のプレイヤーに与えられるペナルティは、合計された分となる。特殊のカードの中で最強とも言える。ただし、場のスートと同じカードが手持ちにある場合は使うことができないが、反則して騙すことができる）
- ジョーカーを手札に場のスートと同じカードがない場合（つまり、同じスートがない時）にしか出せないルール（出せる札と同じスートのカードが手札にあっても持っていないふりをして出すことは可能だが、チャレンジをされるとペナルティ）
- 次プレーヤーは、ジョーカーを出した者が本当に場と同じスートのカードが手札にないかチェックすることができ（これを「チャレンジ」という）、その内容に応じてどちらかのプレーヤーに以下の追加ペナルティが科せられるルール。なお、ツーとスリーおよびジョーカーを持っている場合でもそれを出して次の人に効果を押し付けることはできない。
  - チャレンジ成功…手札に場札とジョーカーがあるにもかかわらずジョーカーを出していたことを見破った場合、チャレンジ成功となりジョーカーを出したプレーヤーは場に出していたジョーカーを手札に戻され、持っていた同じスートのカードを場に出した後に山札からの4枚のカードを引かなければならない。その後出し直したカードをチャレンジされたプレイヤーが出したものとして続行する（通常の場合はそのままチャレンジしたプレイヤーの番になるが、特殊カードの場合はその効果の処理を行う）。
  - チャレンジ失敗…ジョーカーを出したプレーヤーの手札に、場札と同じスートが本当になかった場合チャレンジ失敗となり、ペナルティとして残り2枚目のカードを出すときは「ページワン」、最後のカードを出すときは「ストップ」という宣言を忘れた場合で引かされる分の5枚（3枚または2枚の場合もあり）＋ジョーカーで引かされる分の4枚を含めた合計9枚（7枚または6枚の場合もあり）を山札から取らされ、しかも場にカードを出すことはできずに次プレーヤーに手番が移る。
- 新たな特殊カードを設けるルール
- 特殊カードの呼び名をUNOと統一させるルール（この場合スリーをDraw Threeと呼ぶ）
- 特殊カードで上がることができないルール（手札が特殊カードのみになった場合は、山札から一般カードが出るまで引き続けなければならない）
- 最後のカードに「エイト」を出してはいけないルール
- 「ページワン」は最後のカードを出す時に言うルール
- クイックターンのカードは存在せず、台札のスートが変わるごとに順番がリバースするルール
- 同位札が2枚以上あった場合、それを同時に出せるルール。特殊カードだった場合は、効果が重複する。例えば2を2枚出せば次の人は山札から4枚引くことになり、Qを4枚出せば順番は結果的に元に戻る。
- 台札が特殊カード（ただし、台札がジョーカーの場合は山札カードをシャッフルして、それ以外のカードをめくらないといけない。また、台札が一般カードだった場合、通常通り最初のプレイヤーは左側のプレイヤーから始まる。それ以外のカードだった場合はたとえそれが特殊カードであった場合でもそれが台札となる）だった場合はそれに応じた効果でゲームを始めるルール。
  - 台札が エイトだった場合、最初のカードをめくって台札を出したプレイヤーがスートを指定してから最初のプレイヤーは左隣のプレイヤーから始める（ただし、最初のプレイヤーの左隣のプレイヤーが自らスートを指定してから出す場合もある）。
  - 台札が クイックターンだった場合、最初のプレイヤーは右隣のプレイヤーから始める（最初のカードをめくって台札を出したプレイヤーから始まる場合もある）。
  - 台札が ジャンプだった場合、左隣のプレイヤーはそのまま飛ばされ、最初のプレイヤーはそのまた左隣のプレイヤーから始める。
  - 台札が ツーもしくはスリーだった場合、最初のプレイヤーの左隣のプレイヤーは山札からツーは2枚、スリーは3枚取らなければならない。最初のプレイヤーはさらに場札がツーだった場合は「ツー」、スリーだった場合は「スリー」を出せばこれを回避できる。この場合、2つ次のプレイヤーに与えられるペナルティは、合計された分で始める事となる。
- ツーとスリーおよびジョーカーを出す際、次のプレーヤーは無条件に山札からツーは2枚、スリーは3枚、ジョーカーは4枚取らなければならないルール。ツーは2枚、スリーは3枚、ジョーカーは4枚取らされたプレーヤーの手番はそれで終了し、場にカードを出すことはできない。また、ツーとスリーおよびジョーカーを持っている場合でもそれを出して次の人に効果を押し付けることはできない。この場合、開始時に台札がツーもしくはスリーだった場合でも最初のプレイヤーの左隣プレイヤーは無条件に山札からツーは2枚、スリーは3枚取らされた左隣のプレイヤーの手番はそれで終了し、そのまた左隣のプレイヤーから始めることになる。

など、適用されるバリアントルールは多く存在する。
そのため、本記事における説明はあくまで参考とする。
また、しばしば「ページワン」という名称でプレイされている。

## 関連記事
- UNO (ゲーム)
- クレイジーエイト
- ドボン
- ページワン